# Зал Бурс
Зал Бурс (фр. Salle de la Bourse) — парижский театр, располагавшийся на улице Вивьен во 2-м округе, напротив Парижской биржи, отсюда и пошло его название (Бурс с французского языка переводится как биржа). В его стенах последовательно располагались театр Нувоте (1827—1832), Опера-Комик (1832—1840) и театр Водевиль (1840—1869). Зал Бурс был снесён в 1869 году.

## История
Зал биржи был построен по проекту французского архитектора Франсуа Дебре для размещения в нём первого театра Нувоте, открывшегося там 1 марта 1827 года. Его основателем был Сиприен Берар, бывший директор театра Водевиль. Репертуар театра состояли из баллад, комических опер (Гектор Берлиоз в течение нескольких месяцев был там хористом), сатирических произведений и политических пьес. Театр страдал от цензурных запретов и периодически конфликтовал с Оперой-Комик, которая отказывалась делиться с ним своими привилегиями. Однако не по этим причинам Берар был вынужден закрыть свой театр 15 февраля 1832 года.
По иронии судьбы Опера-Комик, обанкротившаяся из-за непомерной арендной платы за зал Вентадур, покинула его и 24 сентября 1832 года открылась уже в стенах зала Бурс, который продолжали ещё по обыкновению называть театром Нувоте. Опера-комик использовала этот зал почти восемь лет, на его сцене состоялись премьеры «Людовика» и «Луга писцов» Герольда, «Хижины» и «Почтальона из Лонжюмо» Адана, «Молнии» Галеви, «Посла» и «Чёрного домино» Обера, «Дочери полка» Доницетти. Последнее выступление труппы в этом зале состоялось 30 апреля 1840 года, после чего она переехала в новый (второй) зал Фавар.
Зал Бурс же занял театр Водевиль, который оставался там до 1869 года, когда переехал в новый театр на бульваре Капуцинок. Зал Бурс был закрыт и очень скоро снесён. На его месте ныне находится паб под названием «Водевиль» в память об этом театре.